# Carex camposii
Carex camposii är en halvgräsart som beskrevs av Pierre Edmond Boissier och Georges François Reuter. Carex camposii ingår i släktet starrar, och familjen halvgräs. Inga underarter finns listade i Catalogue of Life.